# 米富村
米富村（よねどみむら）は、熊本県の北部、玉名郡にかつてあった村。

## 歴史
- 1889年4月1日 - 玉名郡三津川村、四ツ原村が合併し米富村が成立。
- 1955年4月1日 - 南関町、大原村、賢木村、坂下村が合併し南関町が発足。
- 1956年1月1日 - 旧米富村のうち三ツ川地区を玉名市に編入。

## 学校
- 米富村立米富小学校